# California State Route 57
Pour les articles homonymes, voir Route 57.
La California State Route 57, surnommée Orange Freeway, est une route de l'État de Californie, aux États-Unis. Orientée nord-sud, elle se situe dans le Grand Los Angeles. Elle relie l'Interstate 5 à la California State Route 22 près d'Orange. Cette route permet de traverser la chaîne des Peninsular Ranges et ainsi de relier le bassin de Los Angeles aux vallées de Pomona et de San Gabriel.
Au début du XXe siècle, un chemin précédait déjà cette route à travers Brea Canyon, il fut ensuite amélioré et rapidement classé dans le système autoroutier de Californie. L'autoroute fut construite par étapes dans les années 1950, incluant la portion déjà construite de Brea Canyon ; la State Route 57 prit son nom actuel à la suite du renouvellement des indicatifs routiers en 1964. La partie finale de l'Orange Freeway ne fut elle complétée que vers le milieu des années 1970. La dernière pièce finalisant la SR 57 fut une partie de l'Interstate 210, après que la SR 210 ait été prolongée jusqu'à San Bernardino en 1998. Une portion non construite allant de Santa Ana jusqu'à Huntington Beach est aujourd'hui à l'étude en tant que route à péage le long de la Santa Ana River.

## Description

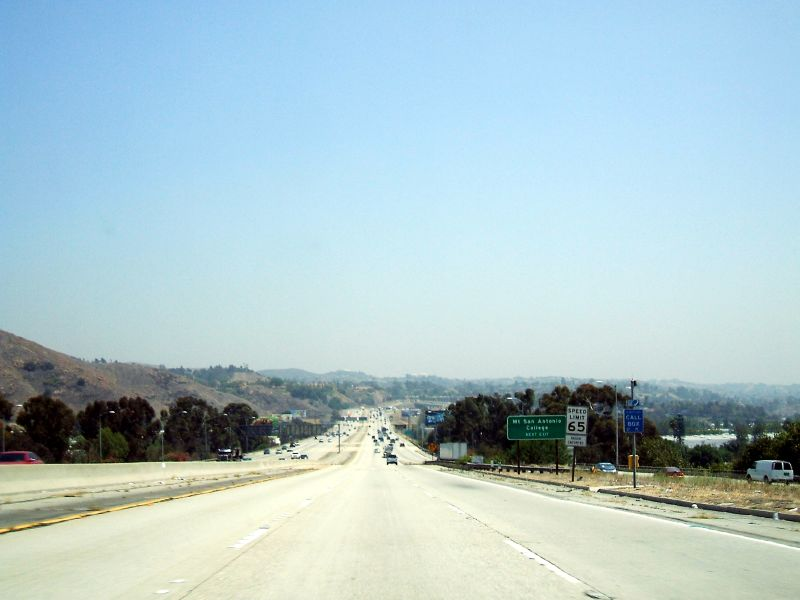
Direction sud vers San Dimas, l'autoroute quitte l'échangeur de Kellogg Hill

La SR57 commence à l'échangeur d'Orange Crush, à proximité du centre-ville d'Orange, où se rencontrent la Santa Ana Freeway (I-5) en direction nord-sud et la Garden Grove Freeway  (SR 22)en direction est-ouest. Cet échangeur, longtemps considéré comme un goulot d'étranglement majeur, a été reconstruit dans les années 1990 et 2000,. L'autoroute commence au nord de ce croisement et franchit peu après la Santa Ana River, avant de continuer vers le nord à travers la banlieue d'Anaheim, passant à côté de la gare d'Anaheim, de l'Angel Stadium et du Honda Center. Au nord de cette ville, la SR 57 rencontre la Riverside Freeway (SR 91). Elle passe ensuite à travers Placentia et Fullerton, donnant accès notamment à l'Université d'État de Californie de Fullerton. Après avoir croisé l'Imperial Highway (SR90) près de Brea et du Brea Mall, l'autoroute entre dans un terrain plus accidenté avant de grimper à travers le Brea Canyon, gorge séparant les Chino Hills des  Puente Hills. Près du sommet de la gorge, l'autoroute décrit une courbe vers le nord pour sortir du Brea Canyon et redescend ensuite vers la Pomona Freeway (SR 60) qu'elle croise à Diamond Bar, en lisière de la San Gabriel Valley.
Un court chevauchement permet au trafic de la SR 57 d'emprunter les voies de la SR 60. Les deux routes partent en direction du nord-est à travers une branche de la San Gabriel Valley ; après leur séparation, la SR 57 remonte et serpente sur les flancs des Puente Hills, au bord de la Pomona Valley. Elle y rencontre la San Bernardino Freeway (I-10) et la Chino Valley Freeway (SR 71) au niveau de l'échangeur à quatre niveaux de Kellogg Hill. Au nord de cette intersection, la SR 57 entre dans les San Jose Hills, où elle atteint son point le plus haut, avant de redescendre dans les vallées de San Gabriel et de Pomona réunies pour se terminer à l'échangeur de Glendore Curve avec la Foothill Freeway (I-210) à Glendora. 
Des voies réservées aux véhicules à occupation multiple se trouvent au centre de la SR 57 à Diamond Bar au sud de son intersection avec la SR 60. Des rampes permettent également aux véhicules pratiquant le covoiturage de pénétrer directement sur l'I-5 en direction sud-ouest, sur la SR 91 vers l'ouest, ou sur la SR 60 vers l'est sans passer par les voies de circulation classiques,. 
La SR 57 est éligible légalement pour entrer dans le réseau fédéral des Scenic Highways lors de son passage à travers Brea Canyon, entre la SR 90 et la SR 60, mais n'a pas été désignée comme telle par Caltrans pour des raisons de procédure inachevée. L'entièreté de la voie est comprise dans le réseau d'autoroutes et de voies express de Californie, et est aux normes autoroutières sur la totalité de sa partie construite. La SR 57 fait aussi partie du National Highway System, un réseau d'autoroutes essentielles pour l'économie, la défense et la mobilité du pays. Entre la SR 1 et la SR 60, l'autoroute est officiellement nommée Orange Freeway. En 2013, la SR 57 supportait un trafic d'environ 129 000 véhicules par jour entre la SR 60 et Sunset Crossing Road à Diamond Bar, et 278 000 véhicules entre la SR 91 à Anaheim et Orangethorpe Avenue à Placentia, cette dernière portion étant la plus achalandée de toute l'autoroute.

## Historique

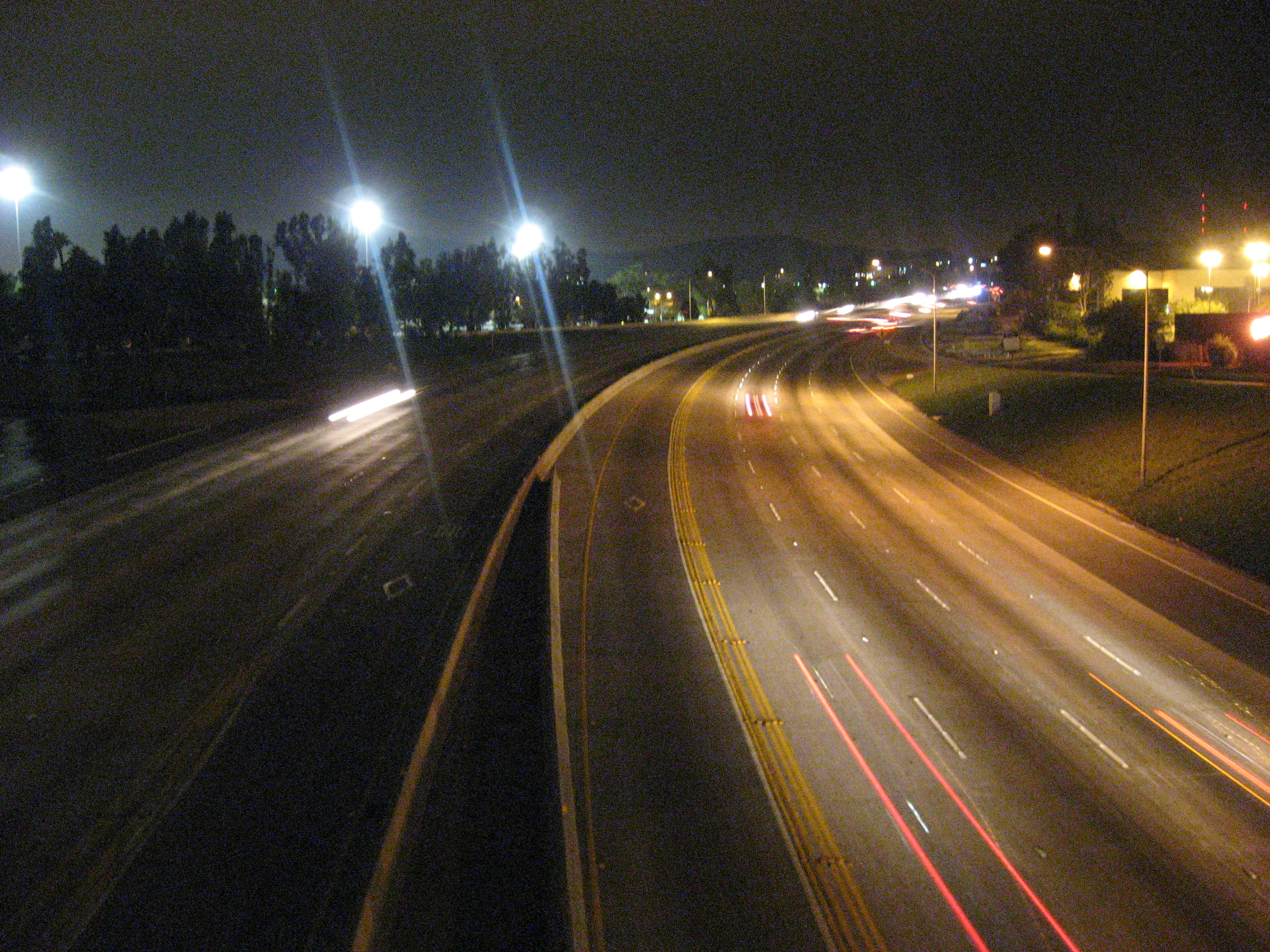
Direction nord depuis l'Imperial Hihway (SR 90) à Brea

La route passant à travers le Brea Canyon a été asphaltée dès la fin des années 1910, permettant de connecter à travers les Peninsular Ranges le bassin de Los Angeles et la vallée de Pomona. Cette route quittait l'axe côtier principal (Harbor Boulevard) à Fullerton et suivait les actuels Brea Boulevard et Brea Canyon Road, fusionnant ensuite avec le Valley Boulevard venu de Los Angeles et continuant à l'est vers Pomona. Le comté de Los Angeles enroba la route de béton début 1923, et en 1931 elle fut ajoutée au réseau routier de l'État comme branche de la Route 19. Jusque-là, la Route 19 connectait la Route 9, près de Claremont, à Riverside en suivant Garey Avenue et Mission Boulevard à travers Pomona,.
L'État construisit un contournement de Valley Boulevard dans la première moitié des années 1930, laissant l'ancienne route près de Diamond Bar pour prendre la direction du nord-est à travers les collines, le long du tracé de l'autoroute actuelle et de Mission Boulevard. Vers le sud, la législature ajouta une Route 180 aujourd'hui disparue, connectant la Route 2 (I-5) près de la Santa Ana River à la Route 175 (Orangethorpe Avenue, plus tard remplacée par la SR 91) près de Placentia. Courant 1955, un projet d'autoroute dans le Brea Canyon fut proposé, il commençait à la Santa Ana Freeway (I-5) près de La Veta Avenue dans Santa Ana et se dirigeait vers le nord parallèlement aux Routes 180 et 19 en direction de Pomona,,. La portion située au nord-est de Diamond Bar dans Pomona devint plus tard une partie de la Pomona Freeway, et le reste fut renommé en Orange Freeway. La législature de l'État modifia le tracé de la Route 19 en fonction de ces changements, ne gardant que son extrémité sud vers Santa Ana.
Peu après, en 1957, la plupart de la partie nord de l'actuelle SR 57 fut ajoutée au système autoroutier fédéral comme une partie de la Route 240, l'actuelle I-210. Ceci devint une partie de la Temescal Freeway, puis plus tard de la Corona Freeway ; et en 1959 l'Orange Freeway fut prolongée jusqu'à la Legislative Route 60 (SR 1) près de Huntington Beach sous le nom de Route 273. Toujours en 1959, le gouvernement créa la Route 272, étendant le tracé de l'autoroute de la Pomona Freeway jusqu'à la Temescal Freeway, achevant le projet de ce qui est maintenant la SR 57. Quand, en 1964, la route tout entière, mis à part la Route 240 qui faisait toujours partie de l'I-210, fut renommée en SR 57, aucune de ces voies rapides n'avaient été construites ; le seul segment carrossable était la vieille route partant de Fullerton vers Pomona. La portion de l'ancienne Route 19 située à l'est de la Route 272 se transforma en une partie de la SR 60. Dans ce mouvement généralisé de changements de dénomination, la Route 180 sur le State College Boulevard devint la Route 250, qui fut supprimée l'année suivante afin d'être en partie intégrée dans la SR 57 (entre l'I-5 et la SR 91).

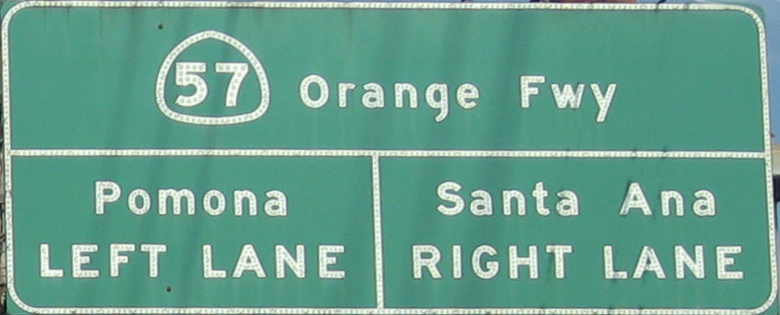
Panneau sur Lambert Road à Brea

Le 30 janvier 1967, une groundbreaking ceremony se tint à Placentia afin de marquer le début de la construction de l'Orange Freeway. La première portion fut terminée le 16 mai 1969, et ouvrit peu après dans le prolongement de la Riverside Freeway (SR 91) vers la Nutwood Avenue à Fullerton. Durant les années suivantes, l'autoroute fut complétée, au nord, de la SR91 à l'I-10, et l'I-210 fut construite au nord de la fin actuelle de la SR 57 ; la Pomona Freeway, qui fait un tronc commun dans Diamond Bar, fut construite à la même époque. Les dernières étapes avant l'achèvement de cette portion furent la construction de l'autoroute à travers le Brea Canyon, qui ouvrit le 13 mars 1972, et celle de l'échangeur à quatre niveaux de Kellogg Hill sur l'I-10, inauguré le 1er mai 1972 et ouvert peu après. Enfin, l'Orange Freeway fut prolongée vers le sud de la SR 91 à l'I-5 au milieu des années 1970, permettant à la Route 250 de revenir aux mains des autorités locales, même si le démantèlement de la signalétique autoroutière ne fut effectué qu'en 1981. Avec l'extension de la SR 210 autour de San Bernardino en 1998, la majeure partie de l'ancienne I-210 à destination de l'échangeur de Kellogg Hill devint ainsi le prolongement nord de la SR 57, même si elle fait toujours partie du réseau des Interstate Highways.

## Futur
Le prolongement sud vers Huntington Beach reste aujourd'hui non construit. En 1986, le Comté d'Orange planifiait une route à péage surélevée au-dessus de la Santa Ana River plutôt que coupant à travers les quartiers existants, allant seulement jusqu'à la San Diego Freeway (I-405) à Costa Mesa avec des connexions à la Corona del Mar Freeway (SR 73) ; ceci étant largement issu des leçons tirées des bouchons récurrents sur la SR 55 dans l'aire urbaine de Santa Ana,. Cette extension était vue par Caltrans comme deux viaducs à deux voies de 18 km de long, d'un coût total de 950 million de dollars. La concession accordée à American Transportation Development (ATD) pour cette portion de la SR 57 arriva à son terme en janvier 2001, malgré une requête en demandant le prolongement jusqu'en janvier 2007. ATD se pourvut dès lors en justice afin de restaurer cette concession, mais fut débouté en novembre 2003. Les juges considéraient en effet qu'ATD n'avait pas entamé la construction durant les dix premières années de concession, ce qui rompait tacitement le contrat engagé avec l'État.
En avril 2009, l'autorité relative au transport du Comté d'Orange réalisa un autre projet d'extension de la SR 57, dans lequel l'autoroute courait le long de la Santa Ana River et se terminait à  Fountain Valley en rencontrant l'I-405. 

## Liste des sorties
Excepté lorsqu'ils sont suivies d'une lettre, les bornages ont été réalisés sur le tracé de 1964, et ne reflètent ainsi pas forcément la distance réelle. R marque un changement de tracé de la route réalisé postérieurement. La numérotation repart à zéro lors de chaque changement de comté. 
| Comté       | Lieu                          | Miles ,      | Sortie , | Destinations                                                                        | Notes |
| ----------- | ----------------------------- | ------------ | -------- | ----------------------------------------------------------------------------------- | --- |
| Orange      | Orange                        | 10.83        | 1A       | I-5 sud (Santa Ana Freeway) - Santa Ana                                             | Pas d'accès à l'I-5 nord ; terminus sud de la SR 57 ; sortie 106 de l'I-5 nord .                                                                                              |
| Orange      | Orange                        | 10.83        | -        | I-5 sud                                                                             | Accès covoiturage seulement ; sortie en direction du sud et entrée direction nord.                                                                                            |
| Orange      | Orange                        | 10.83        | 1B-C     | SR 22 (Garden Grove Freeway) / Bristol Street / La Veta Avenue - Orange, Long Beach | Sortie direction sud et entrée direction nord ; sortie 14D sur la SR22 |
| Orange      | Orange                        | 11.24        | 1D       | Chapman Avenue - Orange                                                             | Sortie direction sud et entrée direction nord |
| Orange      | Orange                        | 11.80        | 1E       | Orangewood Avenue                                                                   | Signalée comme sortie 1B direction nord. |
| Orange      | Anaheim                       | 12.54        | 2        | Katella Avenue                                                                      | |
| Orange      | Anaheim                       | 13.42        | 3        | Ball Road                                                                           | |
| Orange      | Anaheim                       | 14.78        | 4        | Lincoln Avenue - Anaheim                                                            | |
| Orange      | Anaheim                       | 15.60        | 5        | SR 91 (Riverside Freeway) - Los Angeles, Riverside                                  | Sortie 31 de la SR 91 |
| Orange      | Anaheim                       |              | -        | SR 91 ouest - Los Angeles, Riverside                                                | Accès covoiturage seulement ; sortie en direction du sud et entrée direction nord.                                                                                            |
| Orange      | Placentia                     | 16.39        | 6A       | Orangethorpe Avenue                                                                 | Signalée comme sortie 6 en direction du sud. |
| Orange      | Fullerton                     | 17.30        | 6B       | Chapman Avenue - Fullerton                                                          | La bretelle de sortie direction sud fait partie de l'échangeur 7 |
| Orange      | Fullerton                     | 17.57        | 7        | Nutwood Avenue                                                                      | |
| Orange      | Fullerton                     | 18.34        | 8        | Yorba Linda Boulevard                                                               | |
| Orange      | limite Fullerton / Brea       | 19.86        | 9        | SR 90 (Imperial Highway) - Brea                                                     | |
| Orange      | Brea                          | 20.88        | 10       | Lambert Road                                                                        | |
| Orange      | Brea                          | 21.78        | 11       | Tonner Canyon Road                                                                  | Sortie direction sud et entrée direction nord |
| Los Angeles | Diamond Bar                   | R0.91        | 13       | Brea Canyon Road                                                                    | Sortie direction sud et entrée direction nord ; ancienne SR 57 |
| Los Angeles | Diamond Bar                   | R1.94        | 14       | Diamond Bar Boulevard                                                               | |
| Los Angeles | Diamond Bar                   | R3.17        | 15       | Pathfinder Road                                                                     | |
| Los Angeles | limite Diamond Bar / Industry | -            |          | SR 60 ouest (concédée à ALT) / Brea Canyon Road                                     | Sortie direction sud seulement |
| Los Angeles | limite Diamond Bar / Industry | R4.52 R23.56 | 16       | SR 60 ouest (Pomona Freeway) - Los Angeles                                          | Sortie à gauche ; extrémité sud du tronc commun avec la SR 60 ; la sortie vers le nord donne accès à une rampe menant directement à Brea Canyon Road ; sortie 24A de la SR 60 |
| Los Angeles | limite Diamond Bar / Industry | R24.45       | 24B      | Grand Avenue - Diamond Bar                                                          | |
| Los Angeles | Diamond Bar                   | R25.46 R4.52 | 18       | SR 60 est (Pomona Freeway) - Pomona, Riverside                                      | Extrémité nord du tronc commun avec la SR 60 ; sortie direction nord et entrée direction sud ; accès depuis le sud via la sortie 18 ; sortie 25 de la SR 60 est               |
| Los Angeles | Diamond Bar                   | 4.98         | 19       | Sunset Crossing Road                                                                | Pas de sortie vers le nord |
| Los Angeles | Pomona                        | 6.17         | 20       | Temple Avenue                                                                       | |
| Los Angeles | limite Pomona / San Dimas     | R7.72        | 21       | I-10 (San Bernardino Freeway) - Los Angeles, San Bernardino                         | Signalée comme sortie 22A (ouest) et 22B (est) en direction du sud ; autrefois terminus est de l'I-210 ; sortie 42 vers l'est et 42A vers l'ouest sur l'I-10                  |
| Los Angeles | San Dimas                     | R7.94        | 22C      | SR 71 sud (Chino Valley Freeway) / Campus Drive - Corona                            | Sortie direction sud et entrée direction nord seulement |
| Los Angeles | San Dimas                     | R8.71        | 22D      | Via Verde / Raging Waters Drive                                                     | Signalée comme sortie 22 en direction du nord. |
| Los Angeles | San Dimas                     | R10.27       | 24A      | Covina Boulevard                                                                    | |
| Los Angeles | San Dimas                     | R10.79       | 24B      | Arrow Highway - San Dimas                                                           | |
| Los Angeles | Glendora                      | R11.57       | 25A      | Auto Centre Drive                                                                   | Sortie direction nord et entrée direction sud uniquement |
| Los Angeles | Glendora                      | R12.21       | 25B      | SR 210 est (Foothill Freeway) - San Bernardino                                      | Sortie 45 de la SR 210 |
| Los Angeles | Glendora                      | R12.30       | -        | I-210 ouest (Foothill Freeway) - Pasadena                                           | Terminus nord de la SR 57 ; sortie 45 sur l'I-210 |

Notes sur le tableau
1. 1 2  Il s'agit du bornage effectué sur la SR 60
2. ↑  La numérotation des sorties suit celle de la SR 60.

## Images

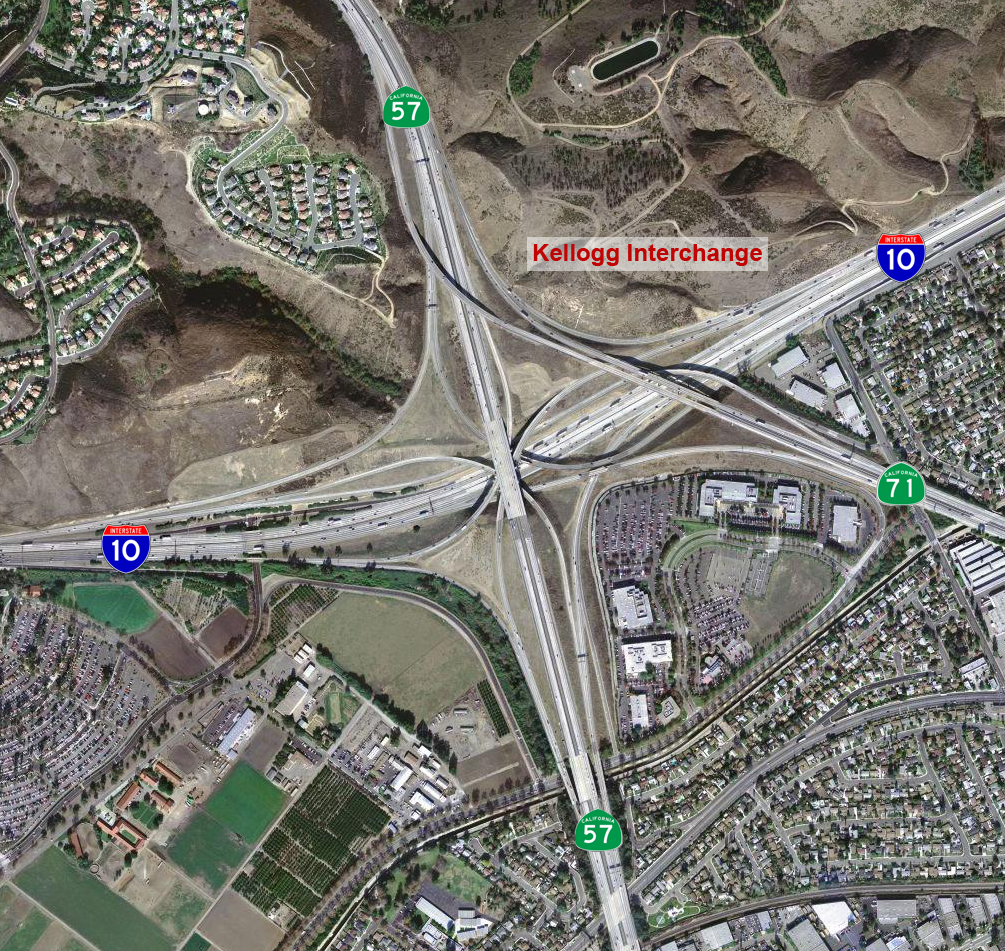
Echangeur de Kellogg Hill
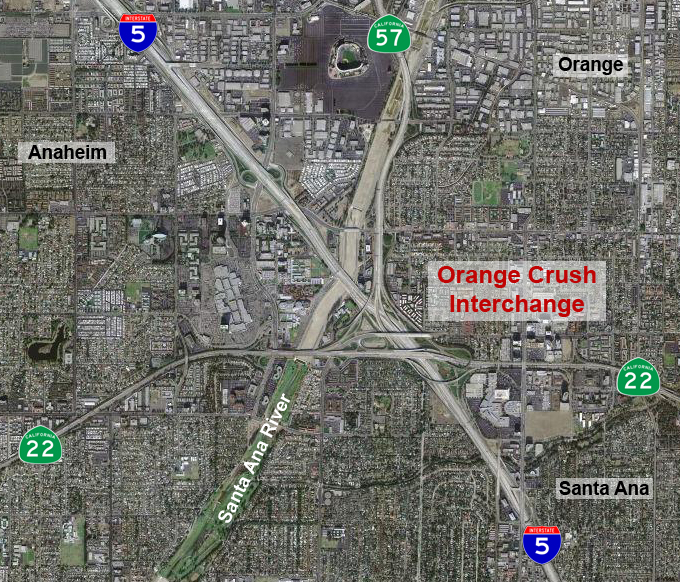
Echangeur d'Orange Crush